# Шубенкова, Наталья Михайловна
Наталья Михайловна Шубенкова (род. 22 апреля 1957 года) — советская легкоатлетка, специализировавшаяся в семиборье.

## Карьера
Тренировалась под началом Владимира Чистякова (первый тренер) и Юрия Захарова.
Пятикратная чемпионка (1983, 1984, 1985, 1986 и 1988) СССР по легкоатлетическому семиборью. Вице-чемпион (1982) СССР.
В 1982 году участвовала в чемпионате Европы, где стала пятой. Через четыре года на чемпионате континента взяла серебряную медаль.
На Играх Доброй Воли 1986 была третьей.
Участвовала в Олимпиаде-1988 в Сеуле. Набрав 6540 очков, Наталья стала четвёртой.

## Лучшие результаты
| Дисциплина                    | Результат | Место    | Дата       |
| ----------------------------- | --------- | -------- | ---------- |
| Семиборье                     | 6854      | Киев     | 21.06.1984 |
| бег на 200 метров             | 23,57     | Киев     | 20.06.1984 |
| бег на 800 метров             | 2:04,40   | Штутгарт | 30.08.1986 |
| бег на 100 метров с барьерами | 12,93     | Киев     | 20.06.1984 |
| прыжок в высоту               | 1,83      | Киев     | 20.06.1984 |
| прыжок в длину                | 6,73      | Киев     | 21.06.1984 |
| толкание ядра                 | 13,68     | Штутгарт | 29.08.1986 |
| метание копья                 | 46,26     | Киев     | 21.06.1984 |

В 1984 году Наталья установила новый рекорд Советского Союза – 6854 очка, который продержался 6 лет.

## После окончания карьеры
После окончания спортивной карьеры была приглашена на работу в Алтайский спорткомитет. Также работала телеведущей (программ «Спортивное обозрение», «Спортивный калейдоскоп» и «Юниор»). В настоящее время - начальник отдела краевого спортивного управления по работе с трудящейся и учащейся молодежью.
- Отличник физической культуры и спорта (1995)
- Заслуженный работник физической культуры Российской Федерации (2004)
- Медаль Алтайского края «За заслуги в труде» (2012).

## Семья
Сын Сергей — чемпион мира по лёгкой атлетике (бег с барьерами на 110 метров).